# Joeropsis indica
Joeropsis indica là một loài chân đều trong họ Joeropsididae. Loài này được Müller miêu tả khoa học năm 1991.